# Entusiasmo (filosofia)
(George Gordon Byron)
Il termine entusiasmo si ritrova in particolare nella cultura greca antica per indicare la condizione di esaltazione o di eccitazione fisica e psichica di chi affermava o mostrava la presenza di un dio nella sua persona tale da renderlo folle. La follia per il mondo antico non doveva essere considerata inevitabilmente un male ma al contrario era comunemente ritenuta «un dono degli dei» concesso ai pochi che raggiungevano così uno stato di delirio creativo. 

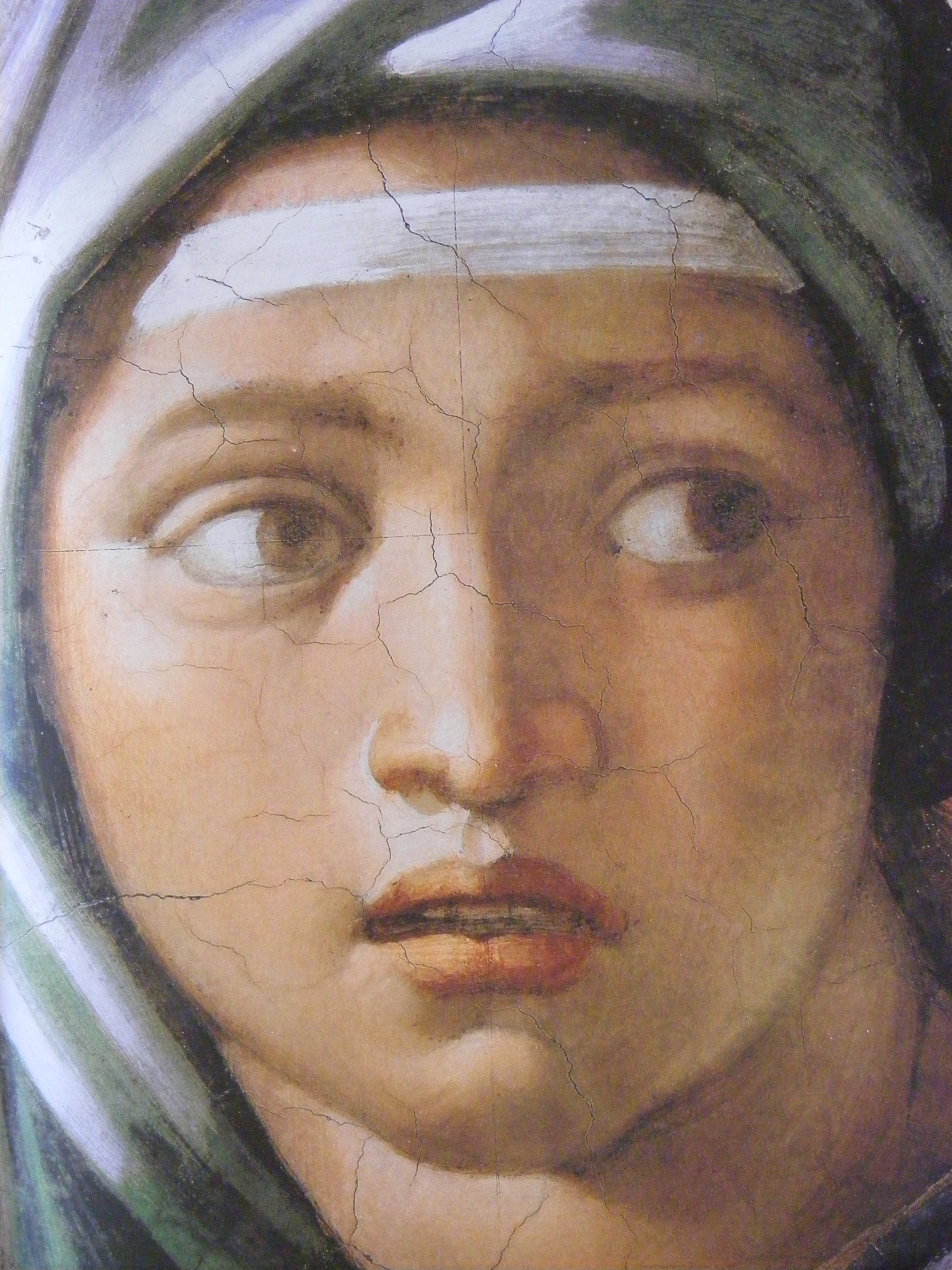
La follia della Sibilla

## Etimologia
Letteralmente la parola greca ἐνθουσιασμός (enthousiasmós) deriva dal verbo ἐνϑουσιάζω, essere ispirato, contenente il lemma ἔνϑεος, composto di ἐν, in, e ϑεός, dio, il dio dentro.
Questa etimologia compare anche nel corrispondente vocabolo che in latino è reso con la parola – usata quasi sempre in accezione negativa – fanaticus (da cui "fanatismo") «ispirato da una divinità, invasato da estro divino, derivato di fanum "tempio", vc. da avvicinare a fas "diritto sacro"».

## Filosofia antica

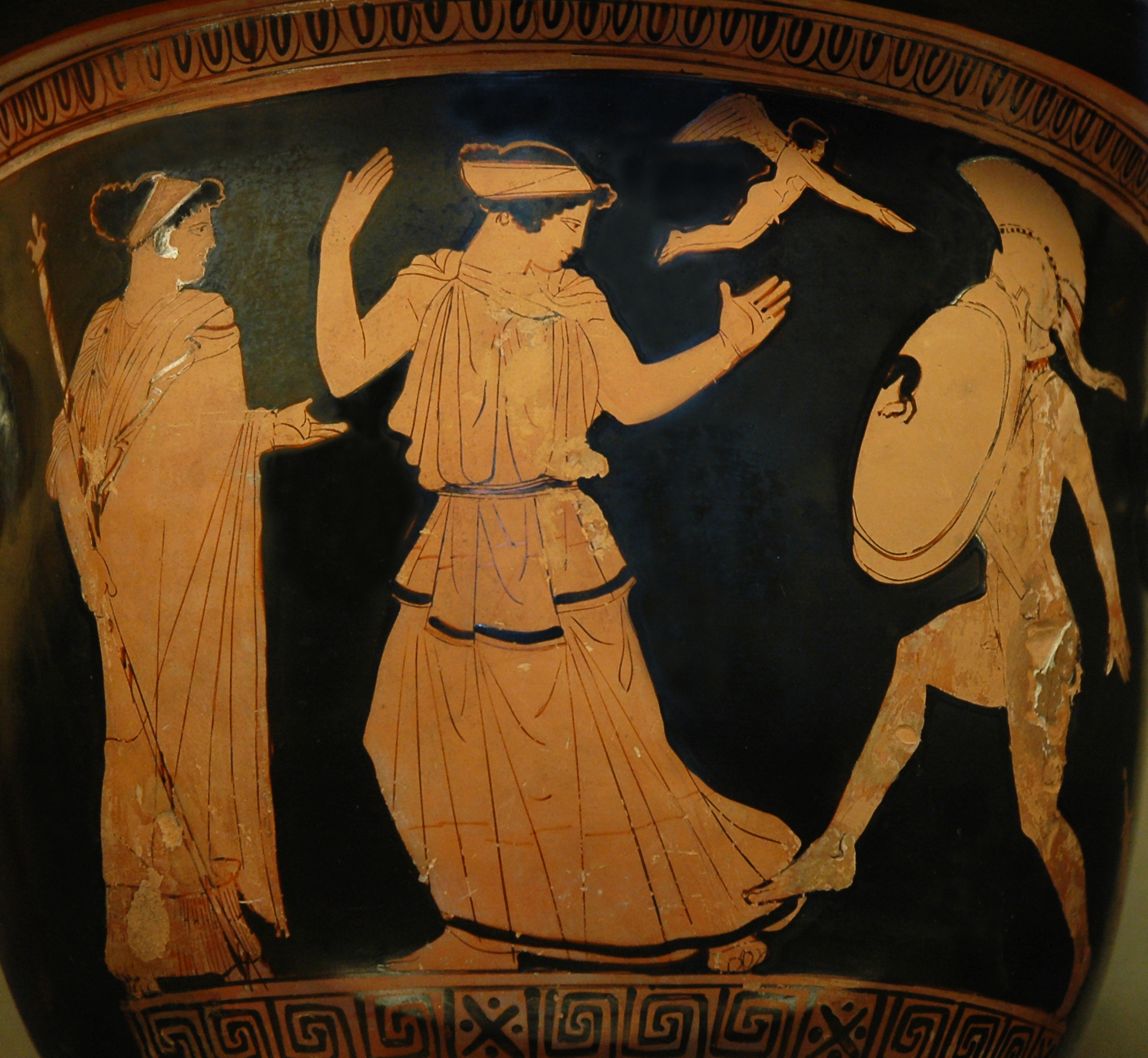
Eros e Afrodite rendono folle Menelao che perdona il tradimento di Elena

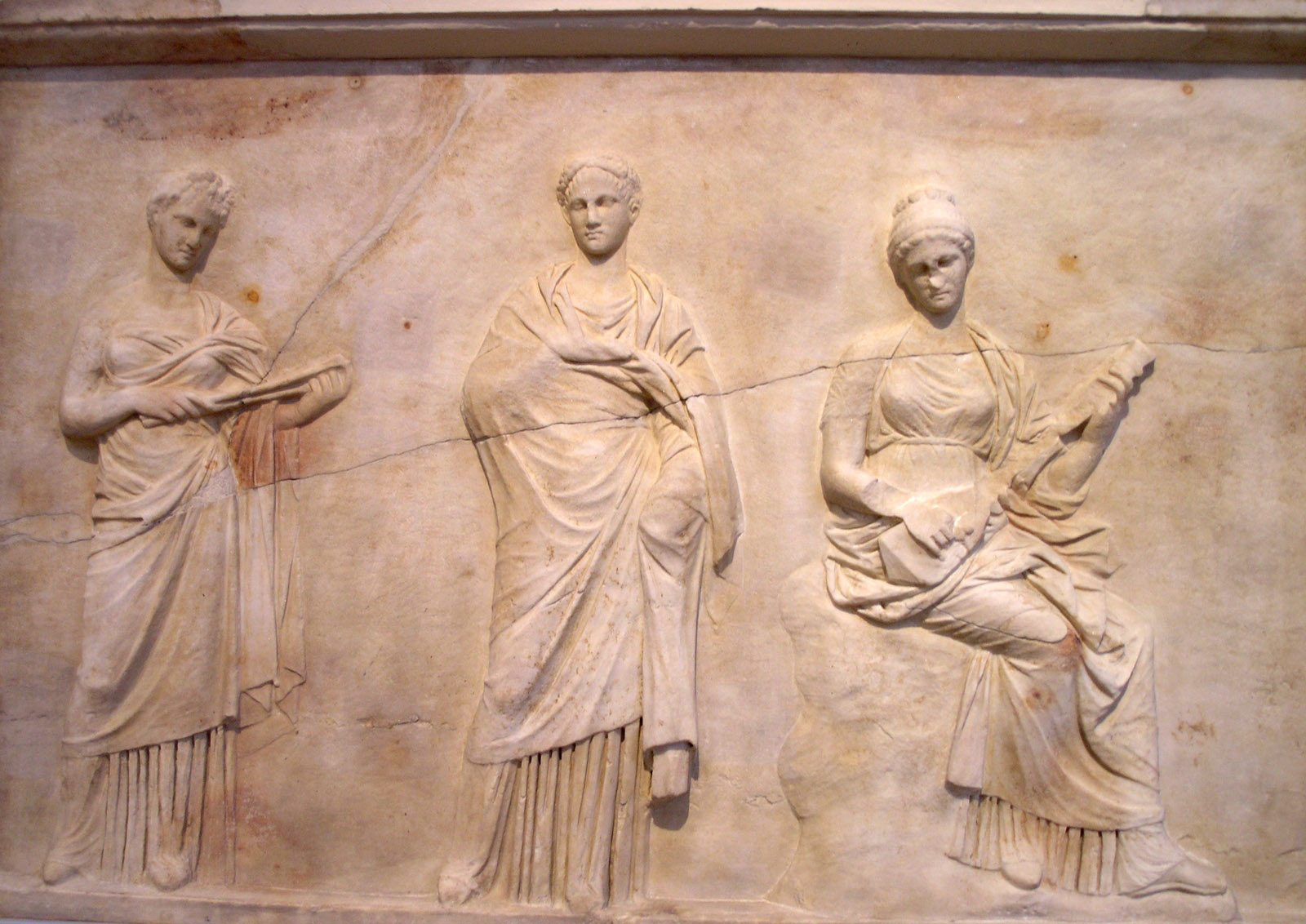
Le Muse ispiratrici dell'entusiasmo poetico

Per i greci l'entusiasta (ενθουσιώδεις) era non solo colui che era in uno stato di esaltazione per la possessione divina (ἔνϑεος), ma anche la pitonessa, l'indovino, il sacerdote, il poeta erano nella condizione di essere stati invasi dal dio la cui presenza però, se si trattava di un demone malvagio, poteva causare conseguenze negative come l'insorgere di una malattia, curabile con rituali che portavano alla liberazione dal dio.
Solo positiva per Platone la concezione dell'entusiasmo che consiste per lui in una condizione gioiosa tipica del poeta ispirato. Dell'entusiasmo se ne possono distinguere quattro specie:

- il delirio profetico causato dal dio Apollo; è quello della Sibilla delfica[5] che si esprime in un modo per noi incomprensibile perché non conosciamo il linguaggio degli dei;
- il delirio mistico deriva da Dioniso;
- il delirio poetico è ispirato dalle Muse:
- il delirio amoroso è dovuto ad Afrodite e Eros che rendono folli gli amanti.[6]

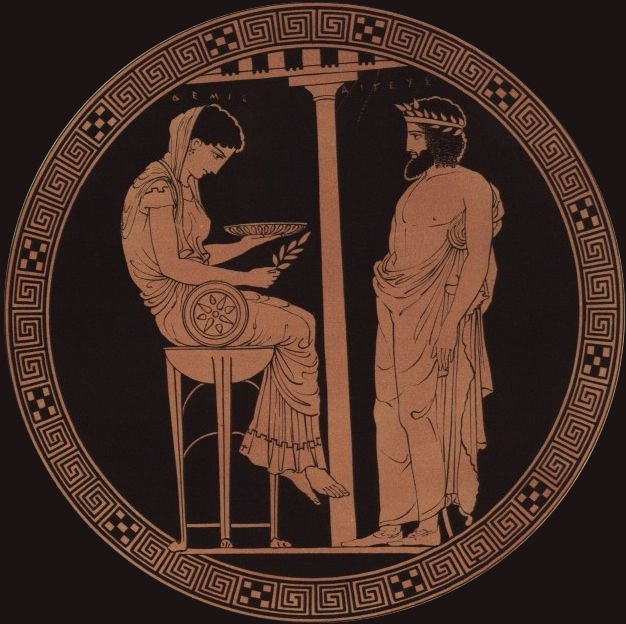
Egeo, mitico re di Atene, consulta la Pizia assisa sul bacile del tripode

Non è dunque per la loro arte che i poeti compongono le loro opere ma per il dio che si impossessa di loro: essi possono poetare se «ispirati e invasati dalla divinità» che fa loro superare l'intelletto e la tecnica poetica e fa loro attingere la sfera dell'irrazionalità lirica.
Sarà però proprio l'irrazionale delirio poetico che farà escludere i poeti, come tutti gli artisti, dal perfetto stato ideale platonico.
Per Aristotele l'entusiasmo caratterizza una modificazione passionale morale dell'anima
«una divina follia [che] più tardi diventò una forma un po' speciale di delirio»
Dopo di lui il neoplatonismo rifacendosi al significato etimologico del termine intende l'entusiasmo come caratterizzante l'estasi nel supremo momento mistico-conoscitivo concesso dalla fede.
L'anonimo autore del Trattato del Sublime (Περὶ Ὕψους, Perì Hýpsous), probabilmente del I secolo d.C. considera l'entusiasmo, come già Platone, secondo una funzione estetica che riguarda le anime belle che «un soffio entusiastico» del dio in loro rende capaci di produrre opere belle.

## Filosofia moderna

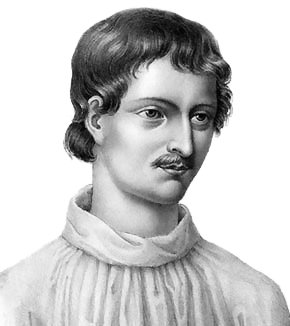
Giordano Bruno

Dopo la parentesi medioevale che vede la concezione dell'entusiasmo assimilata a quella dell'estasi, il Rinascimento con Giordano Bruno laicamente la intende come «eroico furore». Nei dieci dialoghi che compongono l'opera De gli eroici furori, pubblicati a Londra nel 1585, Bruno individua tre specie di passioni umane: quella per la vita speculativa, volta alla conoscenza, quella per la vita pratica e attiva, e quella per la vita oziosa. Le due ultime tendenze sono espressione di un furore di poco valore, un «furore basso»; il desiderio di una vita volta alla contemplazione è invece l'espressione di un «furore eroico», con il quale l'anima, «rapita sopra l'orizzonte de gli affetti naturali [...] vinta da gli alti pensieri, come morta al corpo, aspira ad alto». Non si giunge a tale effetto con la preghiera, con atteggiamenti devozionali, con «aprir gli occhi al cielo, alzar alto le mani» ma, al contrario, con il «venir al più intimo di sé, considerando che Dio è vicino, con sé e dentro di sé più ch'egli medesmo esser non si possa, come quello che è anima delle anime, vita delle vite, essenza de le essenze». Da questo "entusiasmo religioso" , segnato dalla presenza di Dio dentro di sé, Bruno distingue, l'entusiasmo naturale, il «fervore naturale» che accresce la facoltà razionale del filosofo che ricerca la verità.
Nei secoli XVII e XVIII la speculazione filosofica comincia ad analizzare le presunte possibilità dell'uomo di arrivare ai confini della conoscenza e critica l'entusiasmo considerandolo pericoloso come «eversore sia della ragione che della rivelazione e pertanto non c'è nulla di più necessario all'interesse della religione che la prevenzione dell'entusiasmo». L'entusiasmo è causato da «fantasie infondate del cervello», è un ignis fatuus, un fuoco fatuo abbagliante che quando si spegne mostra l'assenza di una vera conoscenza.
Shaftesbury (1671–1713) nella sua Lettera sull'entusiasmo (1709) riprende in parte la visione di Giordano Bruno e quella a lui più vicina di Henry More (1614–1687) distinguendo l'entusiasmo religioso come «sensazione falsa della presenza divina» da quel «nobile entusiasmo» proprio degli oratori, degli artisti e dei filosofi.
Anche per Voltaire «l'entusiasmo si accompagna soprattutto alla religiosità malintesa» mentre è cosa buona «quell'entusiasmo ragionevole che è privilegio dei poeti»
Per l'enciclopedista Diderot il filosofo non può rinunziare alla razionalità e quindi condanna in ogni senso, estetico e morale, l'entusiasmo.

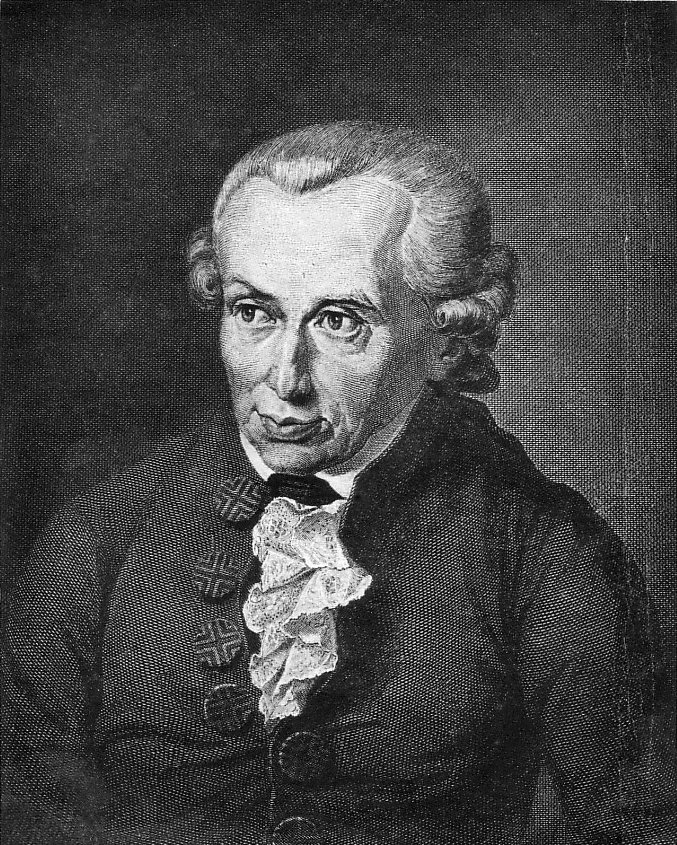
Immanuel Kant

Kant, mettendo da parte una volta per tutte la connotazione divina, dà per primo una definizione laica, che diverrà di uso comune nella speculazione seguente, dell'entusiasmo come «la condizione di un animo eccitato oltre la misura conveniente»
L'entusiasmo moderato dalla ragione osserva Kant produce effetti benefici, è una nobile fantasticheria che permette di superare molte difficoltà ma è pericoloso nella religione. L'entusiasmo ha caratterizzato l'età dei cavalieri ma ora la fredda ragione deve intervenire a moderarlo e civilizzarlo.
Ancora nel corso dell'Illuminismo il padre gesuita Saverio Bettinelli si occupa lungo dell'entusiasmo dal punto di vista estetico rimanendo sostanzialmente nell'ambito di una interpretazione tradizionale
Nella filosofia idealistica romantica l'entusiasmo è visto come quella parte ancestrale dell'irrazionalità umana che la ragione in parte regola ma che non è riuscita del tutto ad annullare. L'entusiasmo sostiene Schlegel deve essere moderato dall'azione critica dell'ironia..
Schelling assimila l'entusiasmo alla follia e afferma che questa «è l'essenza più profonda dell'essere umano. Essa non nasce ma si manifesta quando ciò che è propriamente non essente, cioè irrazionale, si attualizza». La ragione è follia regolata, l'entusiasmo, come eccesso passionale sfuggito alla ragione, è follia.

## Filosofia del XX secolo
Karl Jaspers distingue l'entusiasmo dal fanatismo inteso come una patologia esprimente un'idea fissa e giudica positiva l'azione dell'entusiasmo, poiché attraverso di esso possiamo raggiungere un atteggiamento globale per cui ci sentiamo assorbiti con la nostra essenza in una visione sentimentale del mondo nella sua interezza e complessità.